# Hwagye sa
Hwagye sa (화계사 Klasztor Lśniącego Strumienia) – koreański klasztor. 

## Historia klasztoru
Klasztor został zbudowany w 1522 roku przez mistrza sŏn Sinwola, po przeniesieniu w obecne miejsce pustelni nazywanej Podŏk am i zmianie nazwy na Hwagye sa. Położony jest na stoku góry Pukhan (북한산) (Samgak) w cichym rejonie, chociaż są to obrzeża stolicy – Seulu.
W 1618 roku klasztor uległ częściowemu spaleniu i został odbudowany przez mnicha Towola. 
Chociaż konfucjańska administracja dynastii Chosŏn niszczyła buddyzm wszelkimi metodami, to za panowania króla Gojonga, królowa-matka i jej krąg, często odwiedzali ten klasztor i wspierali go. W 1866 roku dwaj mnisi Yonso i Pomun włożyli wiele wysiłku w remont nadwyrężonych konstrukcji budynków klasztoru przy wsparciu królowej-matki.
W tym klasztorze w 1933 roku odbyła się konferencja dziewięciu koreańskich naukowców literatury, którzy debatowali nad ujednoliceniem ortografii alfabetu hangul.
W latach 50. XX wieku opatem tego klasztoru był mistrz sŏn Sŭngsan (1927–2004), który opiekował się tu aż do śmierci w 1961 roku swoim nauczycielem Kobongiem Kyŏngukiem.
Od dłuższego (1991) czasu klasztor ten jest Międzynarodowym Ośrodkiem Medytacyjnym i przebywa w nim ponad 100 mnichów i mniszek z całego świata, w tym i z Polski.

## Znane obiekty
- Figura bodhisattwy Ksitigarby i dziesięciu sędziów Gmachu Osądu. Jest to rzeźba autorstwa mistrza sŏn Naonga Hyegŭna (1320–1376).

## Adres klasztoru
- 117 Insubong-ro 47gil (487 Suyu-dong and 3 others), Gangbuk-gu, Seoul, Korea Południowa

## Galeria

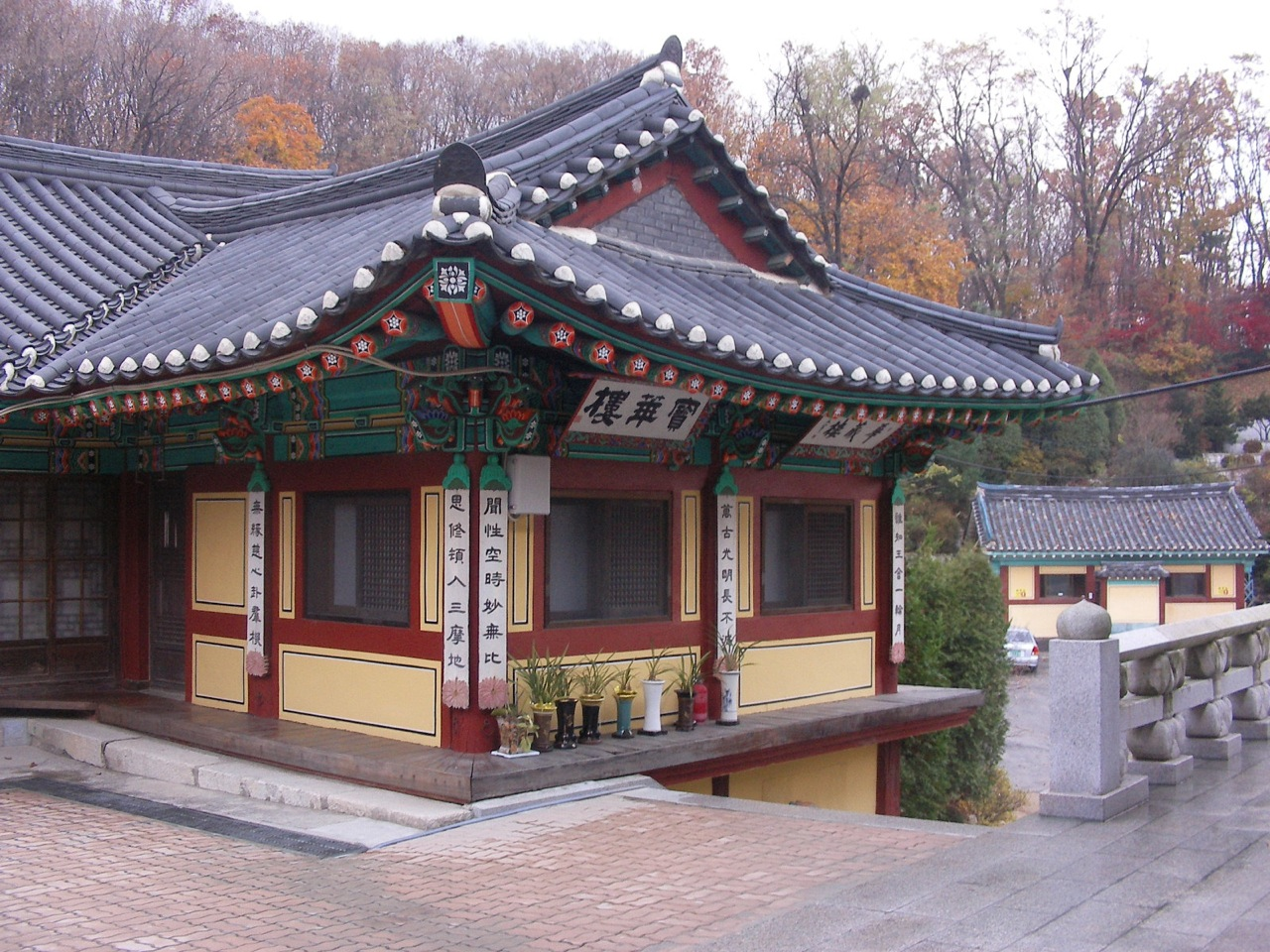
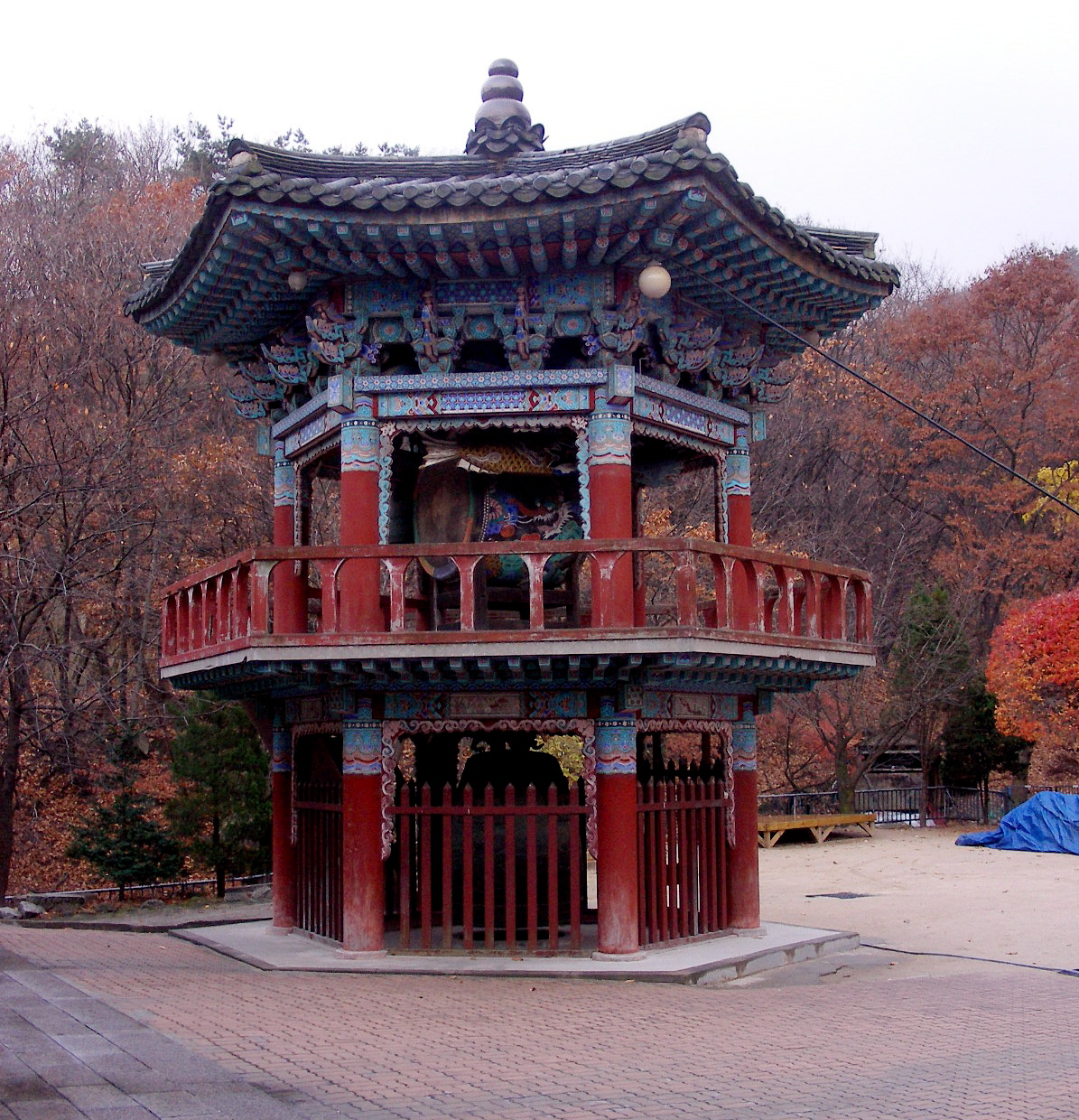
Wieża bębna i dzwonu
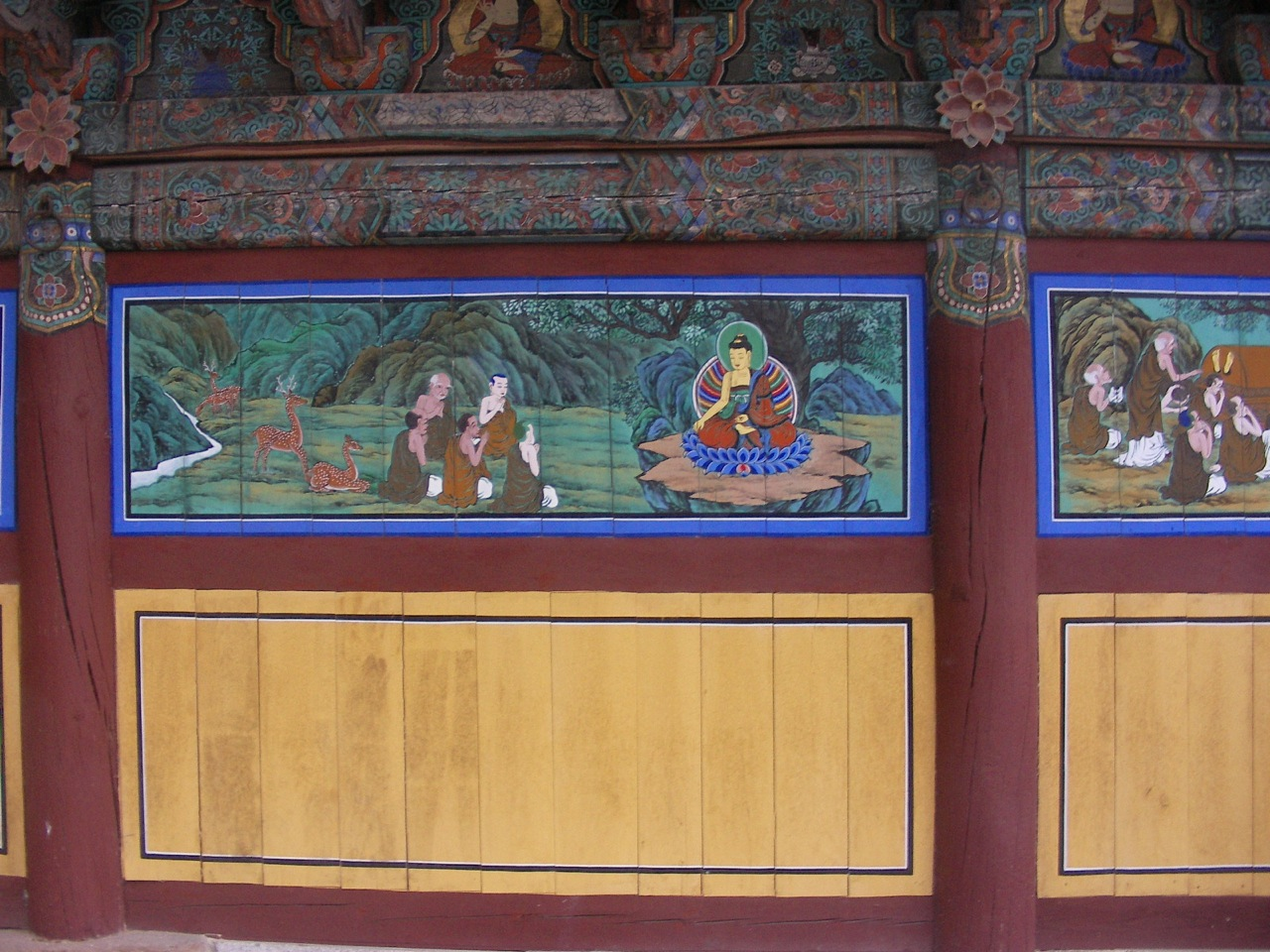